# هوملاند (كاليفورنيا)
هوملاند (بالإنجليزية: Homeland CDP, California)‏ هي منطقة سكنية تقع بولاية كاليفورنيا في الولايات المتحدة. تبلغ مساحتها 11.058 كم2، وترتفع عن سطح البحر 489 م، بلغ عدد سكانها 5,969 نسمة في عام 2010 حسب إحصاء مكتب تعداد الولايات المتحدة وتصل الكثافة السكانية فيها 539.8 نسمة لكل كيلومتر مربع (1,398.1/ميل2).

## التركيبة السكانية
حدّد مكتب تعداد الولايات المتحدة بيانات التركيبة السكانية لهوملاند في تعداد الولايات المتحدة. في ما يلي، التركيبة السكانية حسب تعدادي 2000 و2010.

### تعداد عام 2000
بلغ عدد سكان هوملاند 3,710 نسمة بحسب تعداد عام 2000، وبلغ عدد الأسر 1,572 أسرة وعدد العائلات 986 عائلة مقيمة في المنطقة السكنية. في حين سجلت الكثافة السكانية 335.5 نسمة لكل كيلومتر مربع (868.9/ميل2). وبلغ عدد الوحدات السكنية 1,812 وحدة بمتوسط كثافة قدره 163.9 لكل كيلومتر مربع (424.5/ميل2).
وتوزع التركيب العرقي للمنطقة السكنية بنسبة 79.95% من البيض و0.78% من الأمريكيين الأفارقة و1.08% من الأمريكيين الأصليين و0.51% من الأمريكيين ذوي الأصول الآسيوية و0.11% من سكان جزر المحيط الهادئ و13.88% من الأعراق الأخرى و3.69% من عرقين مختلطين أو أكثر و29.70% من الهسبانيون أو اللاتينيون من أي عرق.
بلغ عدد الأسر 1,572 أسرة كانت نسبة 24.6% منها لديها أطفال تحت سن الثامنة عشر تعيش معهم، وبلغت نسبة الأزواج القاطنين مع بعضهم البعض 48.6% من أصل المجموع الكلي للأسر، ونسبة 9.5% من الأسر كان لديها معيلات من الإناث دون وجود شريك، بينما كانت نسبة 4.6% من الأسر لديها معيلون من الذكور دون وجود شريكة وكانت نسبة 37.3% من غير العائلات. تألفت نسبة 33.1% من أصل جميع الأسر من عدة أفراد يعيشون في نفس المنزل ونسبة 22% كانت تتألف من شخص يعيش بمفرده يبلغ من العمر 65 عاماً أو أكثر. وبلغ متوسط حجم الأسرة المعيشية 2.36، أما متوسط حجم العائلات فبلغ 2.99.
بلغ العمر الوسطي للسكان 44.1 عاماً. وكانت نسبة 23% من القاطنين تحت سن الثامنة عشر، وكانت نسبة 6.7% بين الثامنة عشر والرابعة والعشرين عاماً، ونسبة 21.1% كانت واقعةً في الفئة العمرية ما بين الخامسة والعشرين والرابعة والأربعين عاماً، ونسبة 18% كانت ما بين الخامسة والأربعين والرابعة والستين، ونسبة 31.1% كانت ضمن فئة الخامسة والستين عاماً فما فوق. يوجد لكل 100 أنثى 91.7 ذكر، ويوجد لكل 100 أنثى في الثامنة عشر من عمرها فما فوق 88.2 ذكر.
بلغ متوسط دخل الأسرة في المنطقة السكنية 20,607 دولارًا، أما متوسط دخل العائلة فبلغ 22,631 دولارًا. وكان متوسط دخل الذكور 25,481 دولارًا مقابل 20,038 دولارًا للإناث. وسجل دخل الفرد الخاص بالمنطقة السكنية 11,338 دولارًا. وكانت نسبة 19.6% من العائلات ونسبة 26.4% من السكان تحت خط الفقر، وكان من هؤلاء نسبة 50.9% تحت سن الثامنة عشر ونسبة 6% في الخامسة والستين من العمر وما فوق.

### تعداد عام 2010
بلغ عدد سكان هوملاند 5,969 نسمة بحسب تعداد عام 2010، وبلغ عدد الأسر 1,964 أسرة وعدد العائلات 1,351 عائلة مقيمة في المنطقة السكنية. في حين سجلت الكثافة السكانية 539.8 نسمة لكل كيلومتر مربع (1,398.1/ميل2). وبلغ عدد الوحدات السكنية 2,262 وحدة بمتوسط كثافة قدره 204.6 لكل كيلومتر مربع (529.9/ميل2).
وتوزع التركيب العرقي للمنطقة السكنية بنسبة 62.44% من البيض و2.18% من الأمريكيين الأفارقة و1.42% من الأمريكيين الأصليين و0.82% من الأمريكيين ذوي الأصول الآسيوية و0.25% من سكان جزر المحيط الهادئ و28.03% من الأعراق الأخرى و4.86% من عرقين مختلطين أو أكثر و52.10% من الهسبانيون أو اللاتينيون من أي عرق.
بلغ عدد الأسر 1,964 أسرة كانت نسبة 35.2% منها لديها أطفال تحت سن الثامنة عشر تعيش معهم، وبلغت نسبة الأزواج القاطنين مع بعضهم البعض 48.3% من أصل المجموع الكلي للأسر، ونسبة 13.2% من الأسر كان لديها معيلات من الإناث دون وجود شريك، بينما كانت نسبة 7.3% من الأسر لديها معيلون من الذكور دون وجود شريكة وكانت نسبة 31.2% من غير العائلات. تألفت نسبة 25.2% من أصل جميع الأسر من عدة أفراد يعيشون في نفس المنزل ونسبة 16% كانت تتألف من شخص يعيش بمفرده يبلغ من العمر 65 عاماً أو أكثر. وبلغ متوسط حجم الأسرة المعيشية 3.03، أما متوسط حجم العائلات فبلغ 3.63.
بلغ العمر الوسطي للسكان 36.1 عاماً. وكانت نسبة 27.7% من القاطنين تحت سن الثامنة عشر، وكانت نسبة 9.1% بين الثامنة عشر والرابعة والعشرين عاماً، ونسبة 22.8% كانت واقعةً في الفئة العمرية ما بين الخامسة والعشرين والرابعة والأربعين عاماً، ونسبة 22.7% كانت ما بين الخامسة والأربعين والرابعة والستين، ونسبة 17.6% كانت ضمن فئة الخامسة والستين عاماً فما فوق. وتوزع التركيب الجنسي للسكان بنسبة 50.5% ذكور و49.5% إناث.